# 급성 콩팥 손상
급성 신부전(急性腎不全, acute kidney injury)이란 신장 기능이 수시간에서 수일에 걸쳐 급격하게 저하되는 것을 말한다. 신장 기능 저하의 결과로 신체 내에 질소 노폐물이 축적되어 혈액 내에 고질소혈증이 일어나고, 체액 및 전해질 균형에 이상이 생긴다. 급성 신부전은 병원에 입원하는 환자의 약 10% 정도에서 나타나며, 중환자실에 입원하는 환자의 약 30%에서 나타난다.

## 원인
급성 신부전의 원인은 다음과 같이 크게 세 가지로 나누어 볼 수 있다.
1) 신장 자체에는 이상이 없지만 전반적인 신체기능 저하로 인해 신장으로 가는 혈액이 부족한 경우 (빈도: 55%)
(예) 출혈, 심한 구토나 설사, 저혈압, 심부전, 신독성 소염제 사용 등
2) 신장 자체에 이상이 있어서 소변을 만들어내지 못하는 경우 (빈도: 40%)
(예) 신장 혈관 이상, 악성 고혈압, 급성 사구체 신염, 혈관염, 신독성 항생제나 항암제 사용 등
3) 소변이 배설되는 요도 및 방광이 막힌 경우 (빈도: 5%)
(예) 전립선 비대증, 방광 신경지배 이상, 종양 등

## 증상
소변량이 하루 400cc 미만으로 감소하는 핍뇨 증세가 흔히 나타나지만 소변량이 줄지 않는 경우도 있다. 이 외의 전체적인 신체 증상은 다양하며, 이 중 감염증은 사망의 주된 원인(30~70%)이 될 수 있다. 그 외의 전신 증상은 아래와 같이 나누어 볼 수 있다.
1) 신경계: 의식 혼탁, 경련
2) 심혈관계: 고혈압, 부정맥, 허혈성 심장질환
3) 호흡기계: 폐부종, 폐출혈
4) 위장관계: 식욕부진, 구토, 장 마비, 위장관 출혈

## 진단/검사
임상 경과에 대한 평가 및 혈액검사로 진단한다. 혈액검사로 혈액 내 크레아티닌(creatinine) 및 요소질소(urea nitrogen) 수치를 측정하여 신장 기능을 평가할 수 있다. 혈액검사로 신장 기능, 혈중 노폐물 농도, 전해질 농도와 산 염기 상태를 측정하고, 소변검사로 소변 중 전해질 배설 여부 등을 측정하여 신부전의 원인을 조사한다.
급성 신부전의 원인을 찾기 위해 상황에 따라서 신장 초음파검사, 전산화단층촬영(CT), 혈관 촬영 등을 시행할 수 있으며 신장 조직검사가 필요한 경우도 있다.

## 치료
급성 신부전은 각 원인에 따라 원인에 맞는 치료를 한다. 이와 함께 체액 및 전해질 균형을 유지하기 위해 염분, 수분, 단백질 및 특정 전해질 성분에 대한 제한이 필요할 수 있으며, 체액 및 전해질 균형이 잘 유지 되지 않는 경우에는 투석 치료가 필요하다. 감염증을 비롯한 여러 가지 합병증에 대한 치료도 중요하다.
치료기간은 약 1년이며, 급성 신부전 환자의 약 70% 정도는 적절한 치료를 받게되면 대부분 완치된다.

## 경과/합병증
대표적인 합병증은 체액 과다로 인한 폐부종과 고칼륨혈증 및 감염증이다. 이 중 고칼륨혈증은 심장에 심각한 악영향을 미칠 수 있으므로 즉각적인 치료가 필요하다. 급성 신부전의 회복기에는 소변량이 갑자기 증가하여 소변을 자주 보고 싶은 이뇨 증세가 일어나는데, 이 경우 탈수가 발생하지 않도록 주의해야 한다.
사망률은 원인 질환에 따라 다르지만 급성 신부전이 있는 경우 20%에 달하며, 중환자실에 입원한 환자에서 급성 신부전이 발생한 경우에는 50%로 보고되고 있다. 생존한 환자의 경우는 병에 걸리기 전과 비슷한 정도로 신장 기능이 서서히 회복되지만, 일부 환자에서는 신장 기능이 회복되지 않고 만성 신기능 저하 상태로 유지되는 경우도 있다.

## 식이요법/생활가이드
약물에 의한 신장 손상이 급성신부전의 중요한 원인이므로 감기약, 소염진통제, 항생제 등을 처방받을 때는 반드시 의사와 상의 후 주의깊게 복용할 필요가 있다. 신장질환이 있는 환자에서는 특히 신장에 유해한 약물 사용에 더 주의하여야 하며, 검증되지 않은 건강식품 및 민간처방 등도 주의가 필요하다.
식단으로는 칼륨/나트륨 및 단백질 섭취를 제한해야하며, 이로 인한 열량보충은 당분과 식용유를 이용한 양념으로 보충하는 것이 좋다.

## 같이 보기
- 만성 콩팥병
- 인공투석
- 신부전
- 횡문근융해증

## 참고 문헌
- 서울대학교 병원 의학정보